# Comuna Suceveni, Adâncata
Suceveni (în ucraineană Сучевени, transliterat: Sucevenî) este o comună în raionul Adâncata, regiunea Cernăuți, Ucraina, formată din satele Petriceanca, Prisăcăreni, Prosica și Suceveni (reședința).

## Demografie
Componența lingvistică a comunei Suceveni
     Română (70,53%)
     Ucraineană (28,3%)
     Alte limbi (1,14%)
Conform recensământului din 2001, majoritatea populației comunei Suceveni era vorbitoare de română (70,53%), existând în minoritate și vorbitori de ucraineană (28,3%).